# Nikolaj Obukhov
Nikolaj Boríssevitx Obukhov, rus: Николай Борисович Обухов, (Kursk, 1892 - París, 1954) fou un compositor i inventor moscovita.
Estudià amb Txerepnín i amb Steinberg, en el Conservatori de Sant Petersburg. El seu pare era director de l'orquestra del Teatre de l'Òpera Imperial, raó per la qual, sembla que la família es refugià a París el 1918, després d'esclatar la Revolució Russa. En aquesta última ciutat fou deixeble de Ravel. D’esperit profundament místic, va veure des del principi en el seu compatriota Skriabin un referent inspirador.
Més endavant, va adoptar una forma d'atonalitat dodecafònica que, atesa l’època en què la va desenvolupar, no es pot considerar influenciada per Schönberg. Obukhov també va intuir la importància de concebre l’escala de 12 sons com a plenament temperada. Tot i que va idear un sistema de notació en què eliminava sostinguts i bemolls —reduint-los als cinc sons temperats intermedis habituals—, el més rellevant és que en aquesta concepció ja es percep clarament la base del sistema dodecafònic serial.
També va idear la "creu sonora", un instrument electrònic que, finalment, es va revelar com una variant de l'heteròfon de Theremin. Tot i això, la seva aportació el situa entre els pioners de la música electrònica, al costat de figures com Trautwein, Mager i Martenot. D’Obukhov es conserven algunes peces de joventut, com les romances Je t’attendrai i N'attends rient. Més endavant, influït, com Skriabin, per la idea de l'obra total, va crear els poemes litúrgics L'agneau est notre remords i Le Pasteur est notre consolation. La seva obra més ambiciosa, Le livre de la vie, concebuda com una acció escènica integral, no només inclou el text escrit per ell mateix, sinó també crits i altres elements vocals que anticipen tècniques expressives pròpies de l'expressionisme musical modern.